# Casa del Moro
La Casa del Moro o Caseta dels Reis és una barraca de Premià de Dalt, (el Maresme), protegida com a Bé Cultural d'Interès Local.
Es troba al Parc de la Serralada Litoral, es tracta d'una barraca de vinya que imita un morabit o tomba d'un santó musulmà venerable.

## Història i entorn
Sembla que un resident d'Alella (propietari dels terrenys on hi ha ara aquest edifici) va fer el servei militar a Àfrica a finals del segle xix i, en tornar-ne, va voler guardar el record de l'estada construint aquesta caseta per a emprar-la com a barraca de pagès. Al seu entorn hi ha unes boles granítiques de mides considerables i molt fotogèniques. En destaca un grup, mirant cap a l'est i a uns 100 metres, en el qual surten dos grans pins d'entre les escletxes.

## Descripció
Era un antic pavelló de caça on disposaven d'una cuineta per poder cuinar les peces de la cacera, una pica i, fins i tot, un petit lavabo. Malgrat que la construcció està molt malmesa pel vandalisme, encara s'hi pot veure algun d'aquests elements.
La tradició oral ha identificat aquesta caseta amb el lloc on els Reis d'Orient passaven la nit del 5 de gener. Per aquesta raó, antigament, la quitxalla hi pujava la Nit de Reis cantant i fent xerinola amb tambors, xiulets i llaunes.

## Accés
Es troba a la petita esplanada del Turó d'en Pons de Premià de Dalt, a la banda est del poble. Coordenades: x=445069 y=4595352 z=187.